# Santa Maria in Domnica
La basílica de Santa María in Domnica — también conocida como Santa Maria alla Navicella — es una basílica de Roma (Italia) situada en la plaza della Navicella, 12.

## Historia
La iglesia se construyó en tiempos antiguos, cerca de los cuarteles de la 5.ª cohorte de Vigiles. La iglesia se construyó no más tarde del siglo VII. El papa Pascual I, a quien se atribuye la época de renovación y esplendor artístico que ocurrió en Roma a principios del siglo IX, reconstruyó la iglesia en 818-822, proporcionándole una destacada decoración de mosaico.
El atributo «in Domnica» ha sido explicado de diferente manera. Una interpretación es la derivación de dominicum, que significa «del Señor», y por extensión «iglesia». Otra interpretación se refiere al nombre de Ciriaca, una mujer que vivía cerca, y cuyo nombre significa «perteneciente al Señor», Dominica en latín. El atributo «alla Navicella» significa «cerca del pequeño barco», y se refiere a la escultura romana de un barco que se había colocado en frente de la iglesia durante largo tiempo, haciendo León X una fuente de la «navecilla».

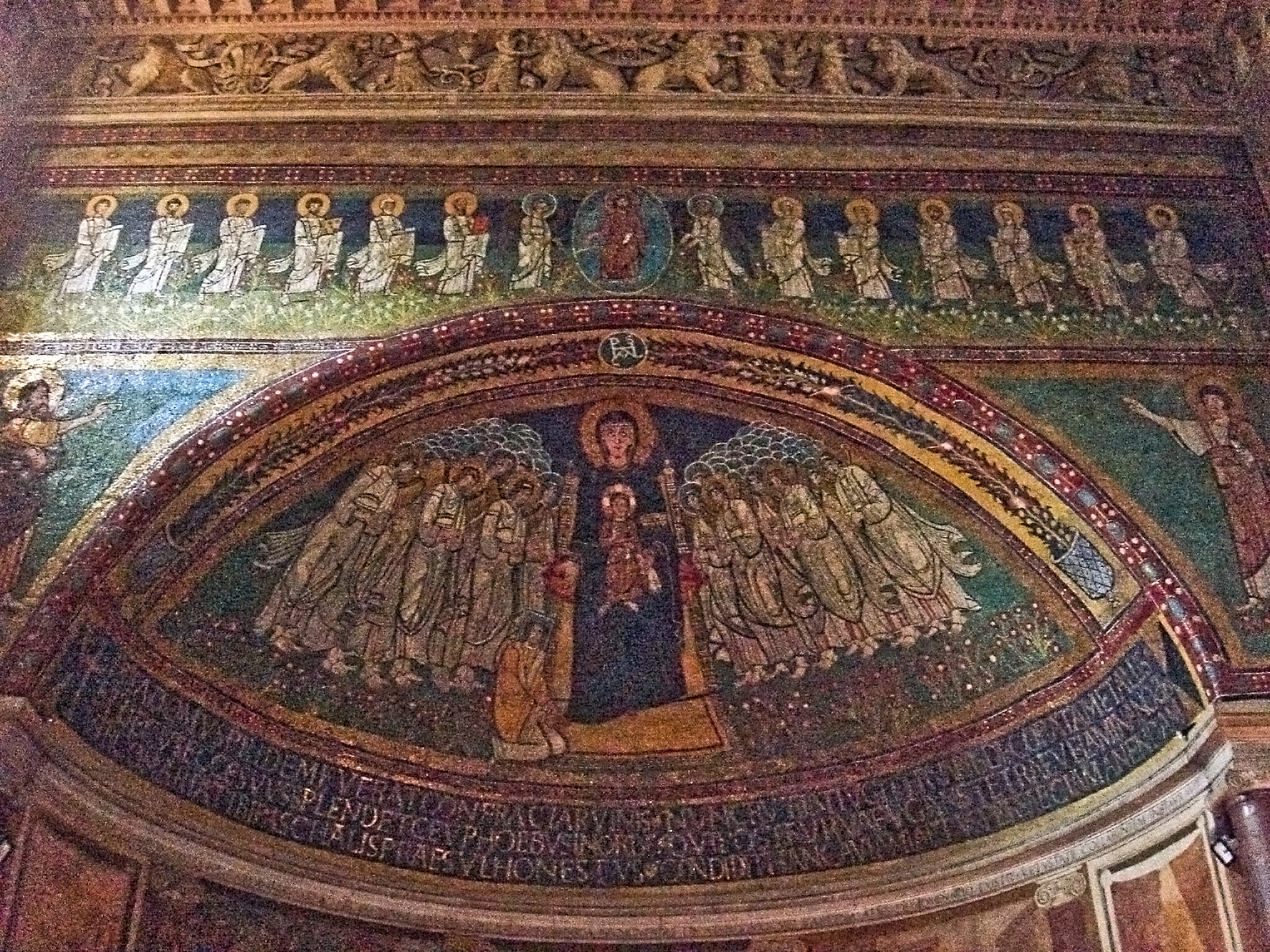
Mosaico del ábside, en el que puede verse a la Virgen y el Niño entronizados y, delante de ellos, al papa Pascual I con un halo cuadrado, lo que significaba que estaba vivo al tiempo de hacerse el mosaico del.

El cardenal diácono del titulus de Santa María en Domnica es Marcello Semeraro.

## Arte y arquitectura

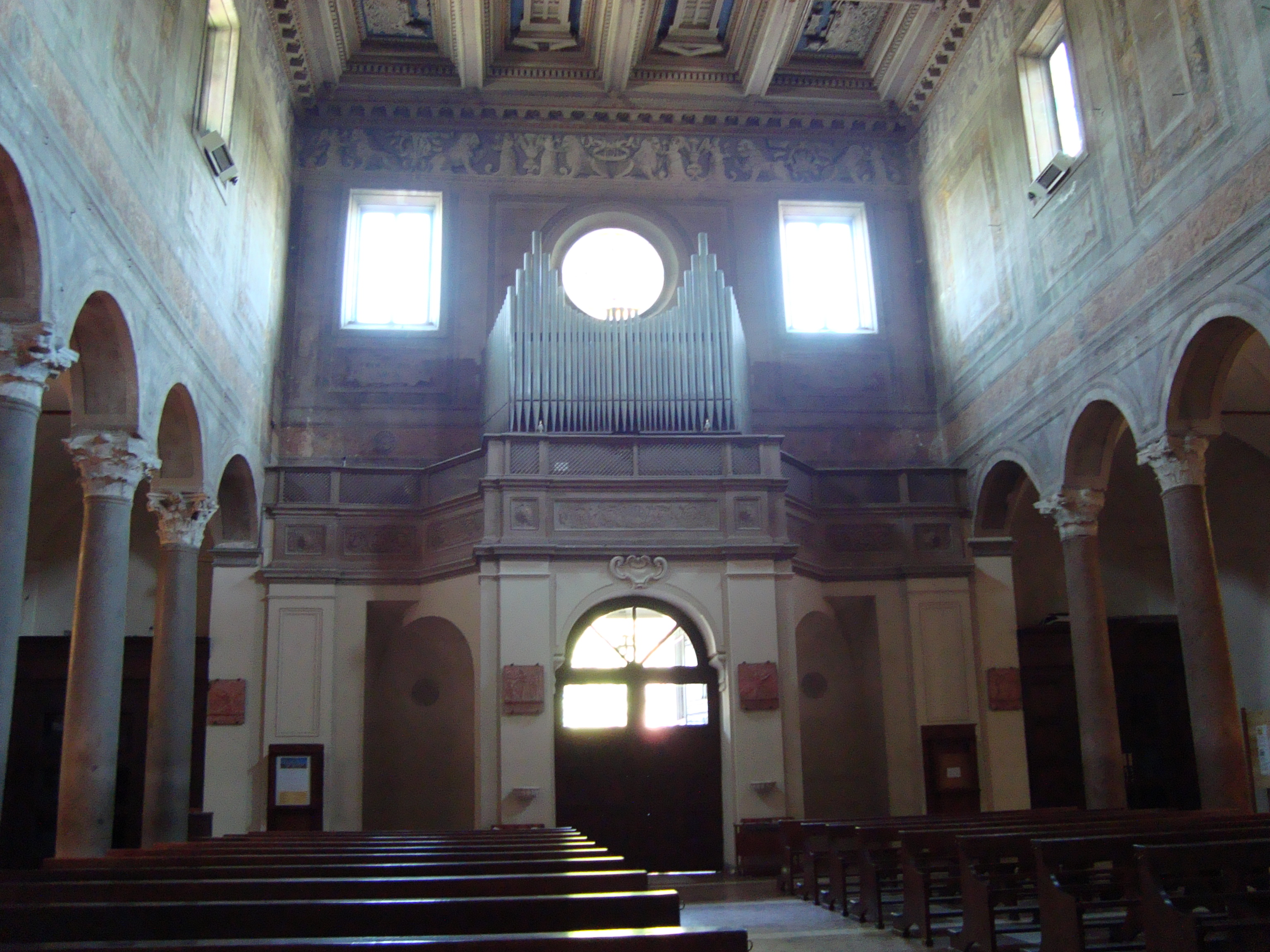
Órgano y fachada interior de la Basílica de Santa María in Domnica en Roma

El papa León X renovó la iglesia en 1513-1514, Andrea Sansovino dirigió las obras e incluyó el pórtico de la fachada con columnas toscanas. Las columnas interiores están recicladas de un antiguo templo y coronadas por capiteles corintios. El techo está pintado al fresco por Perin del Vaga, basándose en diseños de Giulio Romano. El mosaico del ábside es del siglo VIII y representa a Cristo, ángeles y apóstoles, Moisés y Elías, La Virgen y el Niño entronizados y Pascual I arrodillado. Hay también frescos de Lazzaro Baldi.